# Marmaroxena autochalca
Marmaroxena autochalca är en fjärilsart som beskrevs av Edward Meyrick 1927. Marmaroxena autochalca ingår i släktet Marmaroxena och familjen äkta malar.
Artens utbredningsområde är Samoa. Inga underarter finns listade i Catalogue of Life.